# Pomeni imen asteroidov: 85001–86000
Pregled pomenov imen asteroidov (malih planetov) od številke 85001 do 86000, ki jim je Središče za male planete dodelilo številko in so pozneje dobili tudi uradno ime  v skladu z dogovorjenim načinom imenovanja. Pregled je preverjen z Schmadelovim “Slovarjem imen malih planetov” (“Dictionary of Minor Planet Names”). 
Pregled pojasnjuje izvor oziroma pomen imen asteroidov, ki ga je priznala Mednarodna astronomska zveza (IAU). Nekateri asteroidi imajo imajo dodatno pojasnilo o izvoru imena, ki pa vedno ni popolnoma zanesljivo (oznaka “†” ali “‡“). 
| Ime                    | Začasna oznaka | Izvor imena |
| 85001–85100            | 85001–85100    | 85001–85100 |
| ---------------------- | -------------- | --- |
| 85030 Admetos          | 2804 P-L       | kralj mesta Fera (Tesalija), rešil ga je Apolon pred usojeno smrtjo s tem, da je njegova žena Alkestis prostovoljno šla v smrt namesto moža, oče Eumola, najboljšega kočijaža v trojanski vojni †                                                                       |
| 85101–85200            |                | |
| 85121 Loehde           | 1976 KF3       | Franklin C. Loehde, upokojeni kanadski znanstveni vzgojitelj † ‡ Arhivirano 2005-08-29 na Wayback Machine.+ |
| 85168 Albertacentenary | 1989 RC6       | stoletnica obstoja province Alberta (v letu 2005), Kanada † Arhivirano 2005-08-29 na Wayback Machine. ‡ |
| 85179 Meistereckhart   | 1990 TS11      | Mojster Eckhart (okoli 1260 – okoli 1328), nemški teolog in mistik, nosilec Reda dominikancev † |
| 85195 von Helfta       | 1991 TW2       | Gertruda iz Helfte "velika", nemška mističarka † |
| 85197 Ginkgo           | 1991 TG5       | drevo ginko (znanstveno ime Ginko biloba) † |
| 85199 Habsburg         | 1991 TE7       | Habichtsburg ali Habsburg ("kraguljev grad"), nekdaj v vojvodini Švabski, danes je v Švici, starodavni sedež habsburške dinastije † |
| 85200 Johnhault        | 1991 TG15      | John A. Hault, kanadski javni znanstveni vzgojitelj † ‡ |
| 85201–85300            |                | |
| 85215 Hohenzollern     | 1992 SD14      | grad Hohenzollern, izvirno ime je Zollern, grad na vrhu gore z istim imenom v Švabskih Alpah, sedež nemške dinastije Hohenzollernov † |
| 85217 Bilzingsleben    | 1992 US8       | Bilzingsleben, Turingija, Nemčija, eden izmed evropskih najpomembnejših paleolitskih najdišč † |
| 85299 Neander          | 1994 TM16      | Joachim Neander (1650 – 1680), nemški šolski ravnatelj latinske šole, ki je napisal besedilo ekumenske himne (v nemščini Lobe den Herren, den mächtigen König der Ehren); dolina Neander (Neanderjeva dolina) (Neanderthal) blizu Düsseldorfa se tudi imenuje po njem † |
| 85301–85400            |                | |
| 85308 Atsushimori      | 1994 WG4       | Atsushi Mori, japonski astronom in ljudski vzgojitelj † |
| 85317 Lehár            | 1995 BB16      | Franz Lehár (1870 – 1948), avstrijski skladatelj † |
| 85320 Bertram          | 1995 EP8       | Bertram von Minden, nemški slikar; Bertram je tudi ime najmlajšemu vnuku odkritelja † |
| 85386 Payton           | 1996 OU2       | Walter Payton, ameriški igralec nogometa † |
| 85389 Rosenauer        | 1996 QE1       | Josef Rosenauer, avstrijski (?) graditelj poplavnega kanala Schwarzenberger, ki povezuje Vltavo in Donavo † ‡ |
| 85401–85500            |                | |
| 85411 Paulflora        | 1996 VA1       | Paul Flora, avstrijski karikaturist, grafik in ilustrator † |
| 85471 Maryam           | 1997 LD4       | sestavljeno iz MArtin R., RYan D. in AMber D. Pepper, imena otrok enega izmed odkriteljev † |
| 85472 Xizezong         | 1997 LF4       | Xi Zezong, kitajski zgodovinar znanosti in član Kitajske akademije znanosti † |
| 85501–85600            |                | |
| 85559 Villecroze       | 1998 AC5       | Jean-Louis Villecroze, soprog odkriteljice † |
| 85585 Mjolnir          | 1998 FG2       | Mjolnir, kladivo Tora iz nordijske mitologije † |
| 85601–85700            |                | |
| 85701–85800            |                | |
| 85773 Gutbezahl        | 1998 UF15      | Jennifer Gutbezahl, ameriški psiholog † |
| 85801–85900            |                | |
| 85901–86000            |                | |

| Predhodnik: 84001–85000 | Pomeni imen asteroidov Seznam asteroidov (85001-85250) Seznam asteroidov (85251-85500) Seznam asteroidov (85501-85750) Seznam asteroidov (85751-86000) | Naslednik: 86001–87000 |